# Encryption Control Protocol
Das Encryption Control Protocol (kurz ECP) ist ein Netzwerkprotokoll. Es ermöglicht bei einer PPP (Point-to-Point Protocol) eine Verschlüsselung. Beispielsweise wird mittels 3DESE (Triple-DES Encryption Protocol Extension) eine Triple-DES-Verschlüsselung realisiert.
Benutzt wird die gleiche Paketaustausch-Methode wie beim LCP (Link Control Protocol). ECP-Pakete können möglicherweise nicht ausgetauscht werden, bis PPP die Netz-Schicht-Protokollphase erreicht hat. Die empfangenen ECP-Pakete sollten – bevor es dazu kommt – stets verworfen werden.

## ECP Header
| ECP Header (Encryption Control Protocol) | ECP Header (Encryption Control Protocol) | ECP Header (Encryption Control Protocol) | ECP Header (Encryption Control Protocol) | ECP Header (Encryption Control Protocol) | ECP Header (Encryption Control Protocol) | ECP Header (Encryption Control Protocol) | ECP Header (Encryption Control Protocol) | ECP Header (Encryption Control Protocol) | ECP Header (Encryption Control Protocol) | ECP Header (Encryption Control Protocol) | ECP Header (Encryption Control Protocol) | ECP Header (Encryption Control Protocol) | ECP Header (Encryption Control Protocol) | ECP Header (Encryption Control Protocol) | ECP Header (Encryption Control Protocol) | ECP Header (Encryption Control Protocol) | ECP Header (Encryption Control Protocol) | ECP Header (Encryption Control Protocol) | ECP Header (Encryption Control Protocol) | ECP Header (Encryption Control Protocol) | ECP Header (Encryption Control Protocol) | ECP Header (Encryption Control Protocol) | ECP Header (Encryption Control Protocol) | ECP Header (Encryption Control Protocol) | ECP Header (Encryption Control Protocol) | ECP Header (Encryption Control Protocol) | ECP Header (Encryption Control Protocol) | ECP Header (Encryption Control Protocol) | ECP Header (Encryption Control Protocol) | ECP Header (Encryption Control Protocol) | ECP Header (Encryption Control Protocol) |
| 0                                        | 1                                        | 2                                        | 3                                        | 4                                        | 5                                        | 6                                        | 7                                        | 8                                        | 9                                        | 10                                       | 11                                       | 12                                       | 13                                       | 14                                       | 15                                       | 16                                       | 17                                       | 18                                       | 19                                       | 20                                       | 21                                       | 22                                       | 23                                       | 24                                       | 25                                       | 26                                       | 27                                       | 28                                       | 29                                       | 30                                       | 31                                       |
| Code (Code)                              | Code (Code)                              | Code (Code)                              | Code (Code)                              | Code (Code)                              | Code (Code)                              | Code (Code)                              | Code (Code)                              | Identifier (Bezeichner)                  | Identifier (Bezeichner)                  | Identifier (Bezeichner)                  | Identifier (Bezeichner)                  | Identifier (Bezeichner)                  | Identifier (Bezeichner)                  | Identifier (Bezeichner)                  | Identifier (Bezeichner)                  | Length (Länge)                           | Length (Länge)                           | Length (Länge)                           | Length (Länge)                           | Length (Länge)                           | Length (Länge)                           | Length (Länge)                           | Length (Länge)                           | Length (Länge)                           | Length (Länge)                           | Length (Länge)                           | Length (Länge)                           | Length (Länge)                           | Length (Länge)                           | Length (Länge)                           | Length (Länge)                           |
| Data (Daten)                             | Data (Daten)                             | Data (Daten)                             | Data (Daten)                             | Data (Daten)                             | Data (Daten)                             | Data (Daten)                             | Data (Daten)                             | Data (Daten)                             | Data (Daten)                             | Data (Daten)                             | Data (Daten)                             | Data (Daten)                             | Data (Daten)                             | Data (Daten)                             | Data (Daten)                             | Data (Daten)                             | Data (Daten)                             | Data (Daten)                             | Data (Daten)                             | Data (Daten)                             | Data (Daten)                             | Data (Daten)                             | Data (Daten)                             | Data (Daten)                             | Data (Daten)                             | Data (Daten)                             | Data (Daten)                             | Data (Daten)                             | Data (Daten)                             | Data (Daten)                             | Data (Daten)                             |
| ---------------------------------------- | ---------------------------------------- | ---------------------------------------- | ---------------------------------------- | ---------------------------------------- | ---------------------------------------- | ---------------------------------------- | ---------------------------------------- | ---------------------------------------- | ---------------------------------------- | ---------------------------------------- | ---------------------------------------- | ---------------------------------------- | ---------------------------------------- | ---------------------------------------- | ---------------------------------------- | ---------------------------------------- | ---------------------------------------- | ---------------------------------------- | ---------------------------------------- | ---------------------------------------- | ---------------------------------------- | ---------------------------------------- | ---------------------------------------- | ---------------------------------------- | ---------------------------------------- | ---------------------------------------- | ---------------------------------------- | ---------------------------------------- | ---------------------------------------- | ---------------------------------------- | ---------------------------------------- |

### Code Beschreibung Referenz
Der Code beträgt 8 Bit. Spezifiziert die Funktion, die ausgeführt werden soll.
| Code | Beschreibung       | Referenz |
| ---- | ------------------ | -------- |
| 0    | Vendor Specific.   | RFC 2153 |
| 1    | Configure-Request. |          |
| 2    | Configure-Ack.     |          |
| 3    | Configure-Nak.     |          |
| 4    | Configure-Reject.  |          |
| 5    | Terminate-Request. |          |
| 6    | Terminate-Ack.     |          |
| 7    | Code-Reject.       |          |
| 8–13 |                    |          |
| 14   | Reset-Request.     | RFC 1968 |
| 15   | Reset-Ack.         | RFC 1968 |

Der Bezeichner beträgt 8 Bit. Wird verwendet um die Anfragen und Antworten zu steuern.
Die Länge beträgt 16 Bit. Größe des Pakets inklusive des Headers.
Die Daten haben eine variable Länge. Null oder mehr Bytes Daten wird durch das Längen-Feld beschrieben. Dieses Feld beinhaltet eine oder mehr Optionen.

### ECP Konfiguration Optionen
| ECP Konfiguration Optionen | ECP Konfiguration Optionen | ECP Konfiguration Optionen | ECP Konfiguration Optionen | ECP Konfiguration Optionen | ECP Konfiguration Optionen | ECP Konfiguration Optionen | ECP Konfiguration Optionen | ECP Konfiguration Optionen | ECP Konfiguration Optionen | ECP Konfiguration Optionen | ECP Konfiguration Optionen | ECP Konfiguration Optionen | ECP Konfiguration Optionen | ECP Konfiguration Optionen | ECP Konfiguration Optionen |
| 0                          | 1                          | 2                          | 3                          | 4                          | 5                          | 6                          | 7                          | 8                          | 9                          | 10                         | 11                         | 12                         | 13                         | 14                         | 15                         |
| Option (Optionen)          | Option (Optionen)          | Option (Optionen)          | Option (Optionen)          | Option (Optionen)          | Option (Optionen)          | Option (Optionen)          | Option (Optionen)          | Length (Länge)             | Length (Länge)             | Length (Länge)             | Length (Länge)             | Length (Länge)             | Length (Länge)             | Length (Länge)             | Length (Länge)             |
| Data (Daten)               | Data (Daten)               | Data (Daten)               | Data (Daten)               | Data (Daten)               | Data (Daten)               | Data (Daten)               | Data (Daten)               | Data (Daten)               | Data (Daten)               | Data (Daten)               | Data (Daten)               | Data (Daten)               | Data (Daten)               | Data (Daten)               | Data (Daten)               |
| -------------------------- | -------------------------- | -------------------------- | -------------------------- | -------------------------- | -------------------------- | -------------------------- | -------------------------- | -------------------------- | -------------------------- | -------------------------- | -------------------------- | -------------------------- | -------------------------- | -------------------------- | -------------------------- |

Die Option beträgt 8 Bit.
| Option | Länge (Length) | Beschreibung                                         | Referenz |
| ------ | -------------- | ---------------------------------------------------- | -------- |
| 0      | >= 6           | OUI, Organizationally Unique Identifier.             | RFC 1968 |
| 1      | 10             | DESE, PPP DES Encryption Protocol. (Deprecated).     | RFC 1969 |
| 2      | 10             | 3DESE, PPP Triple-DES Encryption Protocol.           | RFC 2420 |
| 3      | 10             | DESE-bis, PPP DES Data Encryption Standard Protocol. | RFC 2419 |
| 4–255  |                |                                                      |          |

Die Länge beträgt 8 Bit.
Die Daten haben eine variable Länge.